# Carlina acanthifolia
La  carlina zolfina (nome scientifico Carlina acanthifolia All., 1785)  è una pianta erbacea perenne, con grandi infiorescenze che vive prevalentemente al livello del suolo, appartenente alla famiglia delle Asteraceae.

## Etimologia
Il nome del genere (proposto nel XIV secolo dal botanico aretino Andrea Cesalpino) sembra derivare da Carlo Magno che si illuse di usarla come medicinale durante una pestilenza dei suoi soldati nei pressi di Roma (informazione avuta in visione da un angelo). In altri testi si fa l'ipotesi che il nome derivi dalla parola carduncolos (diminutivo di cardo = "cardina" o "piccolo cardo") e in definitiva da Carlo V, questo in riferimento alla somiglianza con le piante del genere Cardo (Asteraceae). L'epiteto specifico acanthifolia fa riferimento alla somiglianza delle sue foglie con quelle del genere Acanthus.

Il binomio scientifico attualmente accettato di questa pianta è stato definito per la prima volta dal botanico e medico italiano Carlo Ludovico Allioni (1728–1804) nella pubblicazione Flora Pedemontana sive Enumeratio Methodica Stirpium Indigenarum Pedemontii del 1785.

## Descrizione

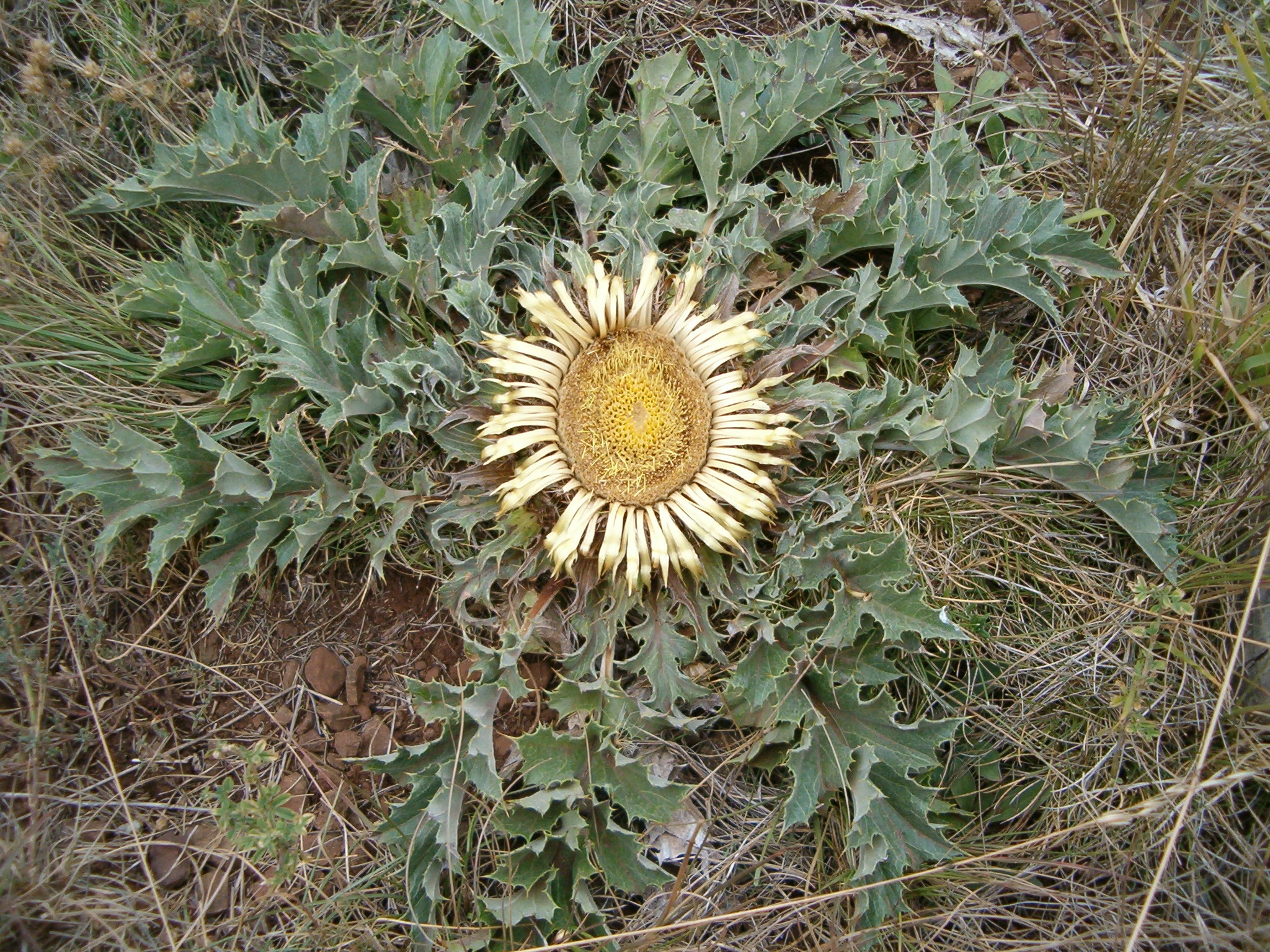
Il portamento

L'aspetto di questa pianta è erbaceo – cespitoso e spinoso. Può arrivare fino ad una altezza massima di 1 – 3 dm. La forma biologica della specie è emicriptofita rosulata ("H ros"), ossia è una pianta perennante tramite gemme posizionate al livello del terreno mentre le foglie sono disposte a rosetta basale.

### Radici
La radice è secondaria a partire dal rizoma (radice di tipo fittonante).

### Fusto
- Parte ipogea: consiste in un grosso rizoma ingrossato e normalmente verticale e legnoso.
- Parte epigea: la pianta è quasi acaule, con fusto molto breve o inesistente (1 – 4 cm).

### Foglie

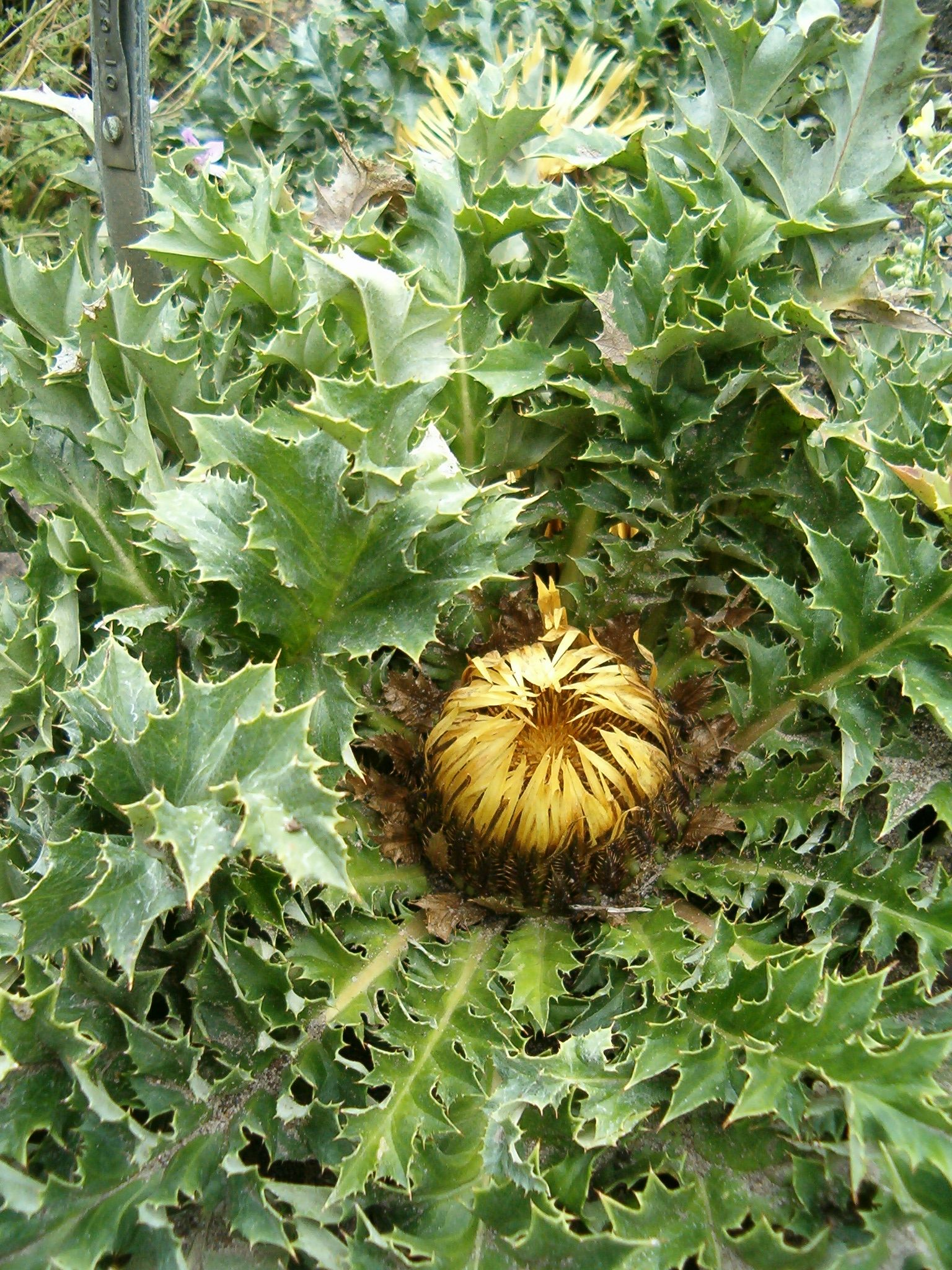
La rosetta basale delle foglie

Le foglie a disposizione più o meno piana hanno una lamina a forma da ellittico-oblanceolata a ellittico-ovale; è inoltre divisa in vari segmenti spinosi terminanti in aculei rigidi derivati dal proseguimento delle nervature centrali del lobo. I segmenti sono suddivisi a loro volta. Abbiamo quindi delle foglie pennatopartite o pennatifide con lobi sub - opposti a contorno spatolato. La superficie inferiore della lamina è vellutata e biancastra (o bianco-tomentosa). La consistenza è coriacea. Le foglie inferiori (quelle della rosetta basale) sono picciolate, mentre quelle superiori (cauline) sono disposte in modo alterno, sono sessili e nella parte finale (vicino all'infiorescenza) si trasformano in brattee spinose. Dimensioni delle foglie: larghezza 5 – 15 cm; lunghezza 15 – 30 cm.

### Infiorescenza

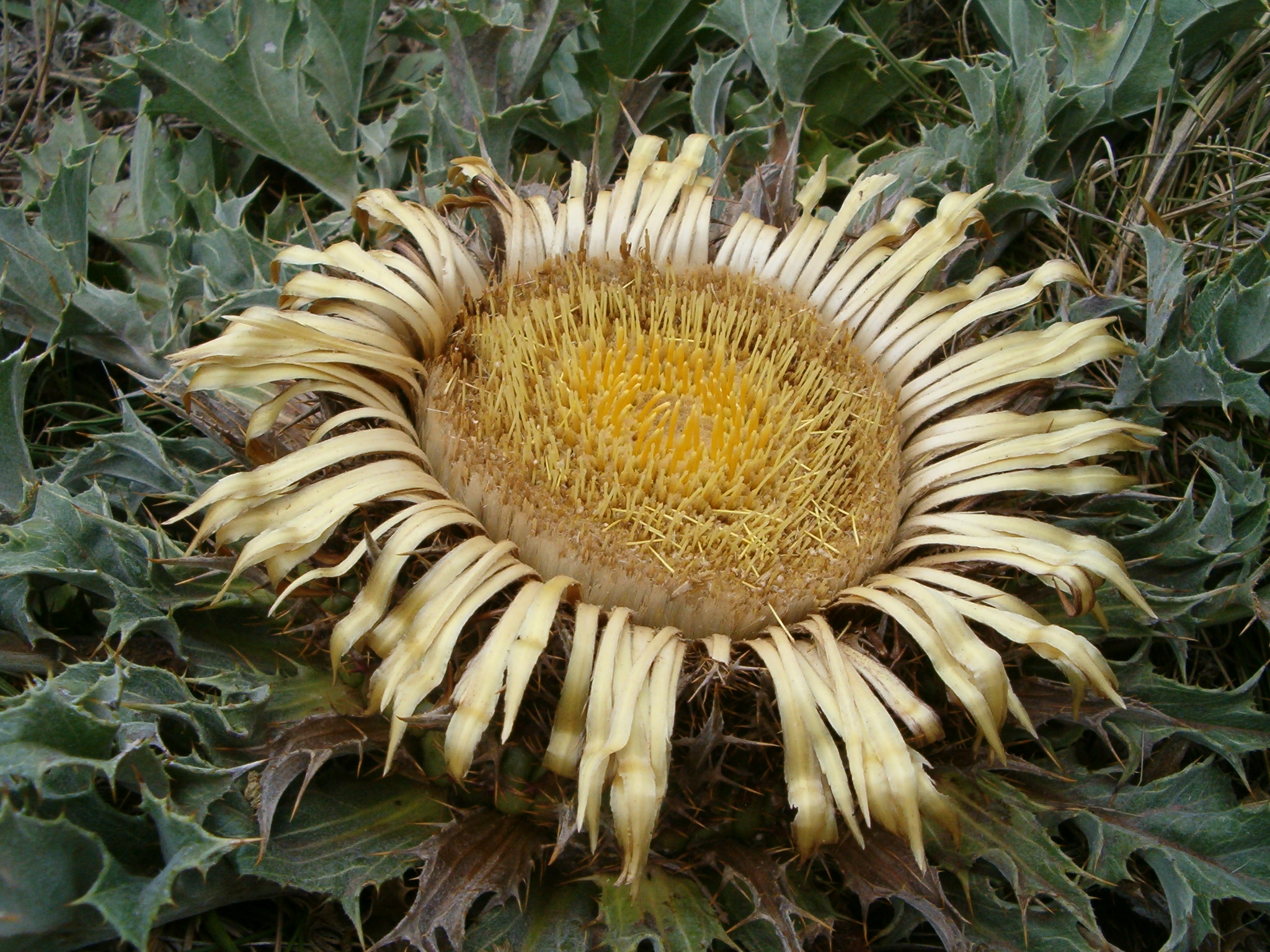
Infiorescenza

L'infiorescenza è composta da un capolino (tipica struttura delle Asteraceae) sorretto da un involucro di brattee (o squame). L'involucro è cilindrico o alla base lievemente piriforme. Le brattee sono colorate di giallo pallido ma anche giallo-zolfo e sempre brillanti. È quest'ultimo l'aspetto morfologico più appariscente della pianta con la funzione di attirare gli insetti pronubi (funzione vessillare che nelle Asteraceae svolgono normalmente i fiori del raggio esterno). Il ricettacolo  (la parte inferiore e interna dell'involucro che sostiene i fiori veri e propri), di colore giallastro, è piatto ma profondamente alveolato (butterato) e i vari fiorellini (tutti tubulosi) sono inseriti in tali alveoli e sono circondati da scaglie bratteolari simili a setole a frange acute (ricettacolo con pagliette). Il capolino, che generalmente si apre quasi raso terra, è di colore giallo acceso (colore determinato dai fiori tubulosi). Diametro del capolino: fino a 15 cm (normalmente 5 – 8 cm). Dimensioni delle squame raggianti gialle: larghezza 3 – 4 cm; lunghezza 30 – 40 cm.

### Fiore
I fiori sono tutti del tipo tubuloso (il tipo ligulato, i fiori del raggio, presente nella maggioranza delle Asteraceae,  qui è assente), sono inoltre ermafroditi, tetra-ciclici (con quattro verticilli: calice – corolla – androceo – gineceo) e pentameri (ossia sia il calice che la corolla sono composti da cinque elementi).
- Formula fiorale:

- /x K {\displaystyle \infty }, [C (5), A (5)], G 2 (infero), achenio

- Calice: i sepali del calice sono ridotti ad una coroncina di squame.
- Corolla: la corolla ha una forma cilindrica (o campanulata) e termina con 5 denti. Dimensione della corolla: larghezza 1 mm; lunghezza 16 – 18 mm.
- Androceo: gli stami sono 5 con filamenti liberi; le antere caudate (con coda) sono saldate fra di loro e formano un manicotto circondante lo stilo.
- Gineceo: l'ovario è infero e uniloculare formato da 2 carpelli; lo stilo è unico con uno stimma terminale bifido e glabro (è presente solamente un ciuffo di peli all'apice dello stilo).
- Fioritura: da luglio a settembre.

### Frutti
I frutti sono degli oblunghi acheni (a sezione circolare) ricoperti da lunghi peli sericei con alla sommità un pappo piumoso (o meglio “pennato” : si tratta di un'unica o doppia serie di setole piumose).

## Biologia
- Impollinazione: l'impollinazione avviene tramite insetti (impollinazione entomogama tramite farfalle diurne e notturne).
- Riproduzione: la fecondazione avviene fondamentalmente tramite l'impollinazione dei fiori (vedi sopra).
- Dispersione: i semi (gli acheni) cadendo a terra sono successivamente dispersi soprattutto da insetti tipo formiche (disseminazione mirmecoria). In questo tipo di piante avviene anche un altro tipo di dispersione: zoocoria. Infatti gli uncini delle brattee dell'involucro si agganciano ai peli degli animali di passaggio disperdendo così anche su lunghe distanze i semi della pianta.

## Distribuzione e habitat

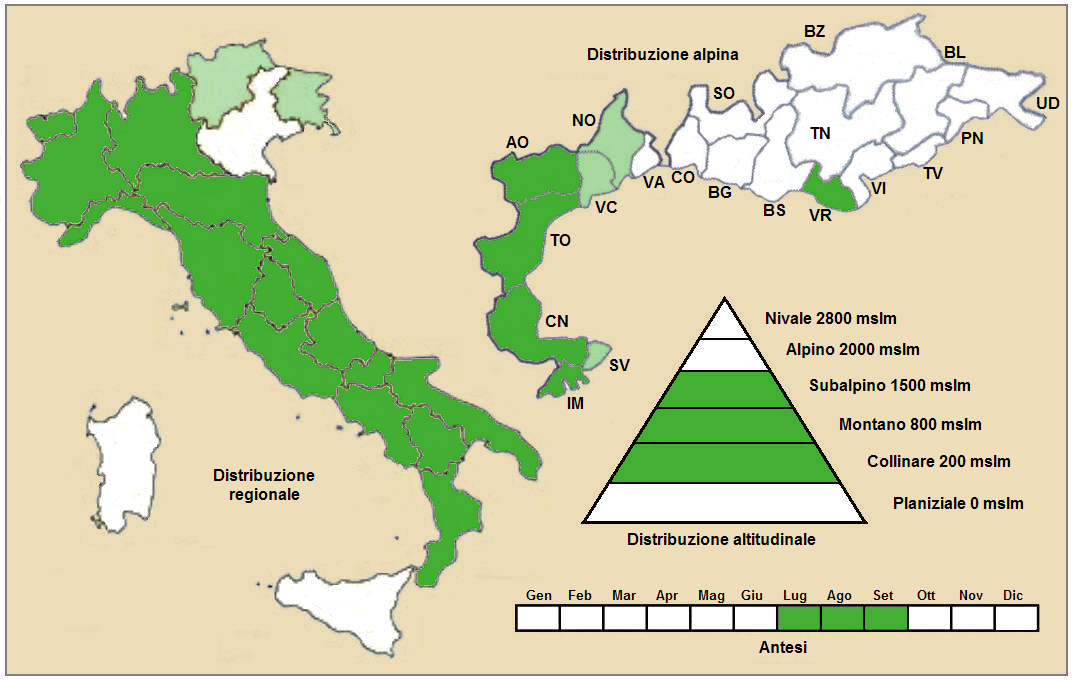
Distribuzione della pianta
(Distribuzione regionale – Distribuzione alpina)

- Geoelemento: il tipo corologico (area di origine) è "Orofita – Sud Europeo".
- Distribuzione: in Italia la Carlina zolfina si trova in tutto il territorio me è rara; quasi assente nelle Alpi Centrali e orientali. Nelle Alpi occidentali si trova nelle province di Cuneo, Torino, Aosta e in Liguria. Oltre confine (sempre nelle Alpi) si trova in Francia (dipartimenti di Alpes-de-Haute-Provence, Hautes-Alpes, Alpes-Maritimes, Drôme, Isère e Savoia); mentre sugli altri rilievi europei si trova nel Massiccio del Giura, Massiccio Centrale e nei Pirenei.
- Habitat: l'habitat tipico di questa specie sono i prati aridi e i pascoli; ma anche i luoghi pietrosi. Il substrato preferito è calcareo ma anche calcareo/siliceo con pH neutro, medi valori nutrizionali del terreno che deve essere arido.
- Distribuzione altitudinale: sui rilievi queste piante si possono trovare da 300 fino a 1.800 m s.l.m.; frequentano quindi i seguenti piani vegetazionali: subalpino, montano e collinare.

### Fitosociologia

#### Areale alpino
Dal punto di vista fitosociologico alpino Carlina acanthifolia appartiene alla seguente comunità vegetale:
Formazione: delle comunità a emicriptofite e camefite delle praterie rase magre secche
Classe: Ononidetalia striatae

#### Areale italiano
Per l'areale italiano completo Carlina acanthifolia appartiene alla seguente comunità vegetale:
Macrotipologia: vegetazione delle praterie.
Classe: Festuco valesiacae-brometea erecti
Ordine: Ononidetalia striatae
Alleanza: Genistion lobelii
L'alleanza Genistion lobelii è caratterizzata da praterie mediterraneo-montane, dominate da camefite (emicriptofite cespitose e camefite suffrutticose) ad habitus pulvinato, che crescono su litosuoli calcarei e dolomitici delle Alpi marittime. Può anche colonizzare formazioni di litosuoli calcarei e dolomitici, in condizioni geomorfologiche difficili come di forti pendenze o di creste ventose o su rocce emergenti. La distribuzione di questa alleanza va dai Pirenei orientali alla Corsica sino alle Alpi marittime, provenzali e liguri con penetrazione anche in quelle piemontesi. Tali formazioni xerofile possono essere in rapporto evolutivo con i boschi xerofitici, calcicoli a Quercus ilex e a Quercus pubescens delle Alpi sud-occidentali ma possono pure costituire delle formazioni durevoli in particolari condizioni geomorfologiche come zone scoscese e crinali rocciosi ventosi.
Specie presenti nell'associazione: Anthyllis montana, Helianthemum oelandicum, Carlina acanthifolia, Crepis albida, Globularia repens, Helianthemum apenninum, Iberis saxatilis, Inula montana, Leontodon crispus, Minuartia capillacea, Ononis pusilla, Ranunculus gramineus, Teucrium aureum, Genista desoleana, Fritillaria involucrata, Gentiana ligustica, Ononis striata, Onosma fastigiatum, Plantago argentea, Scorzonera hispanica, Sesleria caerulea e Thalictrum minus.
Altre alleanze per questa specie sono:
- Phleo ambigui-Bromion erecti
- Phleo ambigui-Bromenion erecti

## Tassonomia
La famiglia di appartenenza di questa voce (Asteraceae o Compositae, nomen conservandum) probabilmente originaria del Sud America, è la più numerosa del mondo vegetale, comprende oltre 23.000 specie distribuite su 1.535 generi, oppure 22.750 specie e 1.530 generi secondo altre fonti (una delle checklist più aggiornata elenca fino a 1.679 generi). La famiglia attualmente (2021) è divisa in 16 sottofamiglie.
La tribù Cardueae (della sottofamiglia Carduoideae) a sua volta è suddivisa in 12 sottotribù (la sottotribù Carlininae è una di queste).

### Filogenesi
Su questa sottotribù non sono state fatte finora delle specifiche analisi filogenetiche sul DNA, ma solo ristrette ricostruzioni su alcune specie. La sottotribù sembra aver avuto un'origine africana in quanto Carlininae è probabilmente il gruppo basale della tribù Cardueae e formano un “gruppo fratello” con altre due sottotribù (Oldenburgieae e Tarchonantheae entrambe della sottofamiglia Tarchonanthoideae) che in base alle ultime ricerche risultano di origine africana (altre precedenti ipotesi di origine di questo gruppo, come specie endemiche insulari di Creta e della Macaronesia, sono da eliminare).
Il genere Carlina L. contiene circa 30 specie distribuite soprattutto nell'emisfero boreale, di cui una decina sono proprie della flora italiana, con habitat in preferenza situati in zone temperate.
Il numero cromosomico di C. acanthifolia è: 2n =20.

### Variabilità
Per questa specie sono riconosciute le seguenti sottospecie:
- Carlina acanthifolia subsp. acanthifolia - Distribuzione: Italia e Francia.
- Carlina acanthifolia subsp. cynara (DC.) Arcang., 1882 - Distribuzione: Italia, Francia e Spagna.
- Carlina acanthifolia nothosubsp. lecoqii (Arènes) B.Bock, 2012 - Distribuzione: Francia.
- Carlina acanthifolia subsp. utzka (Hacq.) Meusel & A.Kástner, 1994 - Distribuzione: Europa Orientale e Penisola Balcanica

### Ibridi
Nell'elenco seguente sono indicati alcuni ibridi:
- Carlina × lecoqii Arènes, 1957 - Ibrido tra C. acanthifolia subsp. acanthifolia e subsp. cynara
- Carlina × vayredae Gautier, 1898 - Ibrido con Carlina acaulis

### Sinonimi
Questa entità ha avuto nel tempo diverse nomenclature. L'elenco seguente indica alcuni tra i sinonimi più frequenti:
- Carlina acanthifolia var. argentea Cariot & St.-Lag.
- Carlina acanthifolia var. aurea Cariot & St.-Lag.	 - Sinonimo della subsp. cynara
- Carlina acanthifolia var. cynara Pourr. ex DC. - Sinonimo della subsp. cynara
- Carlina acanthoides - Sinonimo della subsp. utzka
- Carlina chardousse Vill., 1779
- Carlina cinara Auct. - Sinonimo della subsp. cynara
- Carlina cynara Pourr. ex Duby - Sinonimo della subsp. cynara
- Carlina onopordifolia Szafer & al. - Sinonimo della subsp. utzka
- Carlina utzka Hacq.
- Chromatolepis magna Dulac

### Specie simili
Un specie molto simile alla Carlina zolfina è la Carlina acaulis. Quest'ultima si distingue per il colore dell'infiorescenza (bianco argenteo) e le foglie che sono tutte picciolate e glabre (al massimo sono lievemente ragnatelose).

## Usi

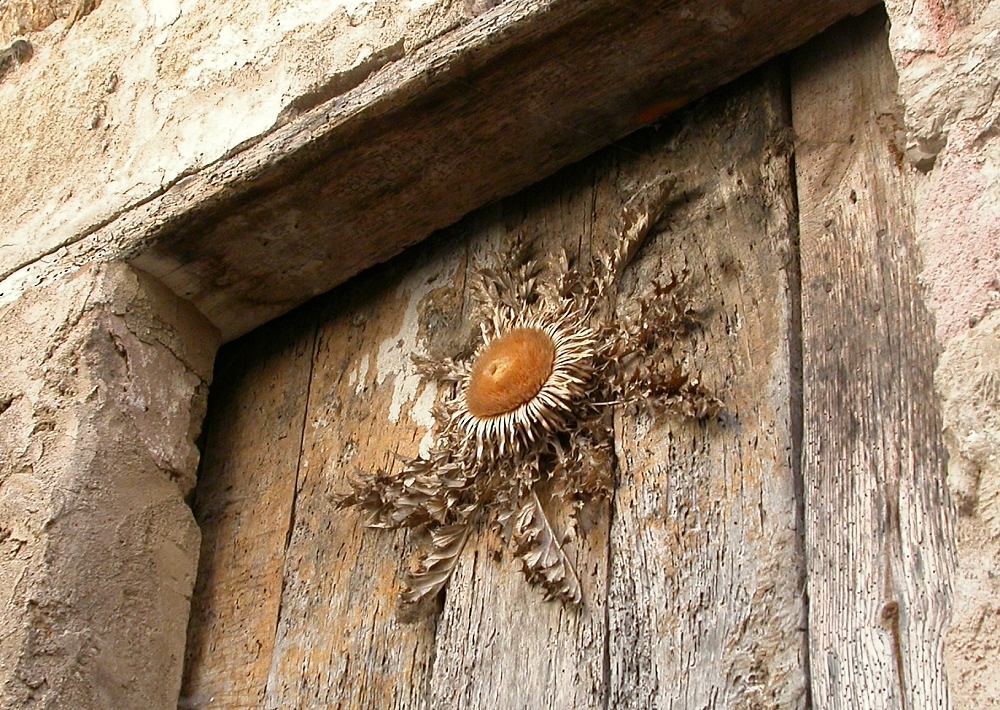
Porta di Saint-Guilhem-le-Désert, in Francia.

### Cucina
In alcune zone viene usata la testa del capolino appena fiorito come sostituto del carciofo.

### Tradizioni popolari
In alcuni villaggi francesi il capolino seccato di questa specie viene affisso sulle porte delle case, a scopo decorativo e per propiziare la buona sorte.

## Altre notizie
La Carlina zolfina in altre lingue viene chiamata nei seguenti modi:
- (DE)  Acanthus-Silberdistel
- (FR)  Carline à feuilles d'acanto